# Acy-en-Multien
Acy-en-Multien is een gemeente in het Franse departement Oise (regio Hauts-de-France). De plaats maakt deel uit van het arrondissement Senlis. Acy-en-Multien telde op 1 januari 2022 844 inwoners. Het dorp is door bomen omgeven, maar verder is een groot deel van de gemeente open terrein.
Het is vroeger een plaats geweest met meer invloed en met een muur eromheen.

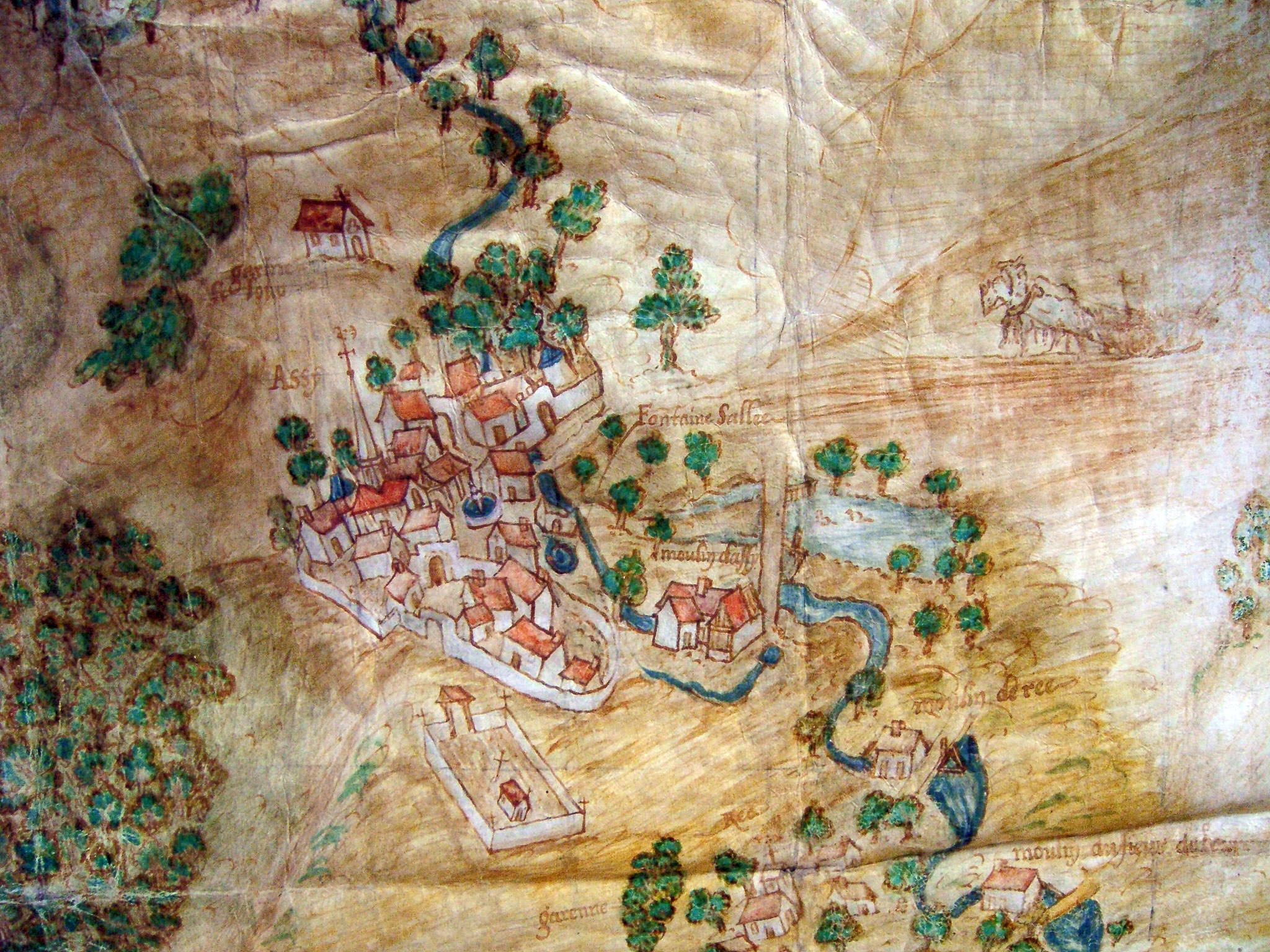
1609

## Geografie
De oppervlakte van Acy-en-Multien bedroeg op 1 januari 2022 11,47 vierkante kilometer; de bevolkingsdichtheid was toen 73,6 inwoners per km².

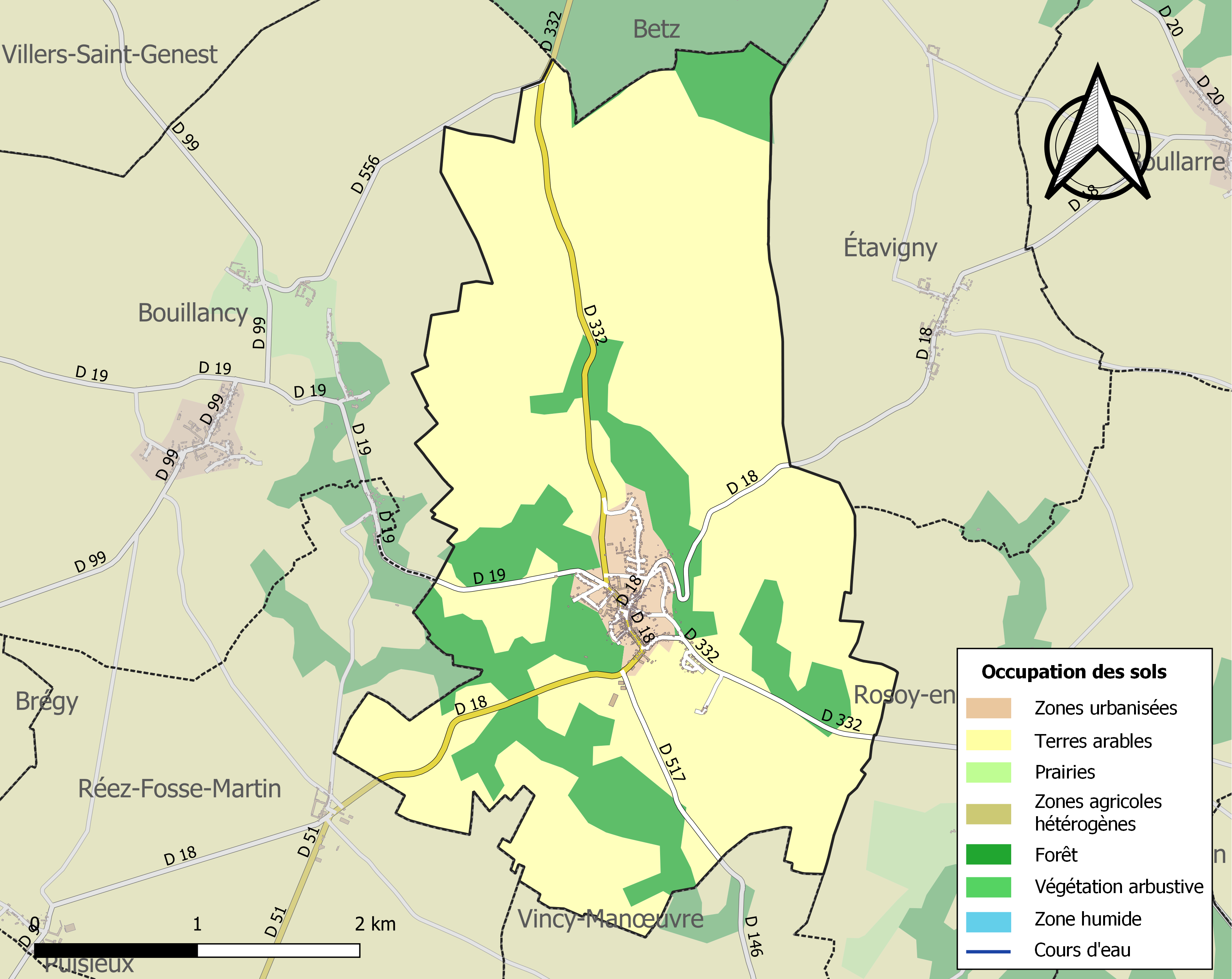
Kaart van de gemeente met belangrijkste infrastructuur, bodemgebruik en omliggende gemeenten

## Demografie
Onderstaande figuur toont het verloop van het inwonertal, bron: INSEE-tellingen. 

## Geboren
- Claude Gensac 1927-2016, actrice

## Websites
- (fr)  Statistische informatie op de website van INSEE